# Antoni Hłuszniewicz
Antoni Hłuszniewicz (ur. 1793 w Wilnie, zm. 5 sierpnia 1861) – działacz emigracyjny, lekarz.

## Życiorys
Urodził się w 1793 w Wilnie, miał młodszego brata Michała. Studiował na Uniwersytecie Wileńskim filozofię, a następnie ukończył w 1822 wydział lekarski i osiadł na Wołyniu.
Po wybuchu powstania listopadowego udał się do Warszawy i pracował w szpitalach wojskowych, był również posłem na sejm powiatu borysowskiego. Po upadku powstania udał się na emigrację i związał się z J. Lelewelem i był członkiem Komitetu Narodowego Polskiego oraz Towarzystwa Litewskiego i Ziem Ruskich. Należał do tajnego komitetu założonego przez J. Lelewela i J. Zaliwskiego Zemsta Ludu, ale w ostateczności nie poparł partyzanckiej akcji.
W 1835 z inicjatywy Lelewela powstał Związek Dzieci Ludu Polskiego, którego był jednym z członków. W latach 1835–38 działał w Towarzystwie Demokratycznym Polskim oraz w Zjednoczeniu Emigracji Polskiej do 1846.
W 1851 wszedł do zarządu Szkoły Polskiej w Batignolles.
Antoni Hłuszniewicz był lekarzem Juliusza Słowackiego. Nie założył rodziny, zmarł w Paryżu 5 sierpnia 1861 i pochowany został na cmentarzu Montmartre.